# Dans l'ombre du loup
Pour plus de détails, voir Fiche technique et Distribution.
Dans l'ombre du loup (鬼龍院花子の生涯, Kiryūin Hanako no shōgai) est un film japonais de 1982 réalisé par Hideo Gosha. Il fut proposé à la 55e cérémonie des Oscars pour l'Oscar du meilleur film en langue étrangère, mais il ne fut pas nommé.

## Synopsis
À Kyoto durant l'été 1940 : Hanako Kiryuin est retrouvée morte dans le quartier chaud. C'est l'occasion pour sa sœur adoptive Matsue de se souvenir de sa jeunesse dangereuse passée dans l'ombre de leur père, Onimasa Kiruyin, fondateur d'un clan redouté issu de l'île de Shikoku (province de Tosa), et de son amour contrarié pour un syndicaliste. À travers elle, c'est aussi vingt années d'histoire du Japon (1918-1940) qui défilent en arrière-plan.
Matsue est la fille adoptive de la maison Kiryuin, un clan yakuza qui règne sur la ville de Kōchi. Elle grandit dans cette société de l'ombre, entre guerres des gangs et rivalités amoureuses dans le harem du chef. Avec les années et malgré les brimades, elle finit par aimer Onimasa, leur chef charismatique comme un vrai père et à l'admirer. Mais le comportement d'Onimasa commence à déplaire au grand parrain de Shikoku duquel il dépend.

## Fiche technique
- Titre : Dans l'ombre du loup
- Titre original : 鬼龍院花子の生涯 (Kiryūin Hanako no shōgai?)
- Réalisation : Hideo Gosha
- Scénario : Kōji Takada (ja), d'après un roman de Tomiko Miyao
- Photographie : Fujio Morita (ja)
- Musique : Mitsuaki Kanno (ja)
- Décors : Yoshinobu Nishioka
- Montage : Isamu Ichida
- Producteur : Shigeru Okada
- Sociétés de production : Tōei, Haiyuza Eiga Hoso Company
- Pays de production :  Japon
- Langue originale : japonais
- Format : couleur — 1,85:1
- Genres : drame, yakuza eiga
- Durée : 146 minutes[4]
- Dates de sortie :
  - Japon :  5 juin 1982[4]

## Distribution
- Tatsuya Nakadai : Masagoro Kiryuin - Onimasa
- Masako Natsume : Matsue Kiryuin
- Shima Iwashita : Uta Kiryuin
- Tetsurō Tanba : Uichi Suda, le grand parrain
- Kaori Tagasugi : Hanako Kiryuin
- Akiko Kana : Tsuru
- Emi Shindo : Emiwaka, 2e maîtresse
- Akiko Nakamura : Botan, 3e maîtresse
- Mari Natsuki : Akio, Maîtresse de l'adversaire
- Nobuko Sendō : Matsué enfant
- Mikio Narita : Tokubei Tsujihara
- Tatsuo Umemiya : Masaru Yamane
- Eitarō Ozawa : Genichiro Tanabe
- Isao Natsuyagi : Kanematsu
- Hideo Murota : Sagara
- Ryōhei Uchida : Hirazo Suenaga
- Kei Yamamoto : Kyosuke Tanabe
- Katsuhiko Watabiki : Jiro Mikazuki
- Naoya Makoto : Tetsuo Sudo
- Isamu Ago
- Kinzō Sakura
- Masahiko Tanimura : Zenshichi Shirai
- Kōji Yakusho

## Analyse
Dans les années 1980, Hideo Gosha fut un des rares réalisateurs japonais à se voir confier des superproductions. L’économie du cinéma avait changé de nature, obligeant même un artiste de la trempe d’Akira Kurosawa à trouver des financements à l’étranger.
Pour les studios de la Toei, l'enjeu est important : adapter à l'écran trois romans de Miyako Tomio, largement autobiographiques, sur le monde de la pègre et de la prostitution à Kōchi, (île de Shikoku), dans les années 1920 et 1930, trois livres qui ont été un succès phénoménal de librairie. La complicité qui lie depuis longtemps Hideo Gosha à la romancière va contribuer au succès de cette trilogie, trois drames poignants  : Dans l'ombre du loup, Yohkiro le Royaume des geishas et La proie de l'homme. Une réussite collective grâce aussi au jeu truculent de Tatsuya Nakadai dans le premier film, et à celui ténébreux mais d'un étonnant réalisme de Ken Ogata dans les deux autres.
Dans l’ombre du loup, réalisé en 1982, est le premier épisode d’une trilogie sur des destins de femmes au cœur du monde de la pègre et de la prostitution dans les années 1920 et 1930. Il est adapté d’un roman de Tomiko Miyao.

## Récompenses et nominations
25e Blue Ribbon Awards
- Remporté : Meilleure actrice - Masako Natsume

Awards of the Japanese Academy
- Remporté : Meilleure direction artistique - Yoshinobu Nishioka
- Nommé : Meilleur acteur - Tatsuya Nakadai
- Nomme : Meilleure actrice - Masako Natsume
- Nommé : Meilleure photographie - Fujio Morita
- Nommé : Meilleur réalisateur - Hideo Gosha
- Nommé : Meilleur film
- Nommé : Meilleurs effets de lumière - Yoshiaki Masuda
- Nommé : Meilleure musique - Mitsuaki Kanno
- Nommé : Meilleur scénario - Kōji Takada
- Nommé : Meilleur son - Kiyoshige Hirai